# Димитриос Кивернидис
Димитриос (Димитрис) Кивeрнидис (на гръцки: Δημήτριος/Δημήτρης Κυβερνίδης) е гръцки лекар, един от водачите на гъркоманската партия в Гевгели в края на XIX век.

## Биография
Кивeрнидис е родом от голямото влашко село в Олимп Ливади. Още в началото на 1880-те години се установява като околийски лекар в Гевгели, където оглавява прогръцката партия в града. Кивeрнидисе издържан от гръцкото правителство чрез гръцкия консул в Солун и Солунската митрополия. Като околийски лекар поддържа връзки с всички гръцки учители в околията и с гъркоманските лидери по селата. След създаването на българската революционна организация позициите на елинизма в околията са силно разклатени и Кивeрнидис започва активно сътрудничество с османските власти, като им донася всяка информация за българското революционно движение, която стига до него. На специално заседание на гевгелийското ръководно тяло на ВМОРО е решено Кивeрнидис да бъде убит, като вреден за организацията, и за да се респектират другите поддръжници на елинизма. Решението е утвърдено от Централния комитет в Солун и околийският ръководител Аргир Манасиев възлага убийството на Кивeрнидис на войводите Иванчо Карасулията и Апостол Петков, които временно са загубили доверието на ЦК след опит да отклонят пари от откуп за четата си. Кивeрнидис е убит от двамата в Гевгели на 12 ноември 1898 година пред вратата си или според други гръцки източници на 3 декември 1898 година в Ливада или Маядаг.
След атентата убийците се оттеглят невредими към Сехово, а властите в града арестуват Аргир Манасиев и учителя Димитър Битраков, но те са освободени поради липса на улики. На другия ден е арестуван шивачът Андон Бояджиев от Кукуш, а на 24 ноември и деецът на ВМОРО Илия Докторов, учител в Горгопик, които престояват два месеца в гевгелийския затвор, а после са изпратени в Еди куле в Солун, където на 25 август 1899 година са освободени от съда, който ги признава за невинни.